# HL홀딩스
HL홀딩스는 2014년 9월 만도와 인적분할을 거쳐 설립된 HL그룹의 사업형 지주회사로서 자동차부품 유통 및 물류, 냉장냉동 물류 등 자체 수익 사업도 영위하고 있다. 본사는 경기도 용인시 기흥구 기흥단지로 46에 있다.

## 논란
- 2014년 들어 지주회사 체제로의 변경을 추진하며 주주가치 훼손을 우려하는 국민연금공단과 마찰을 빚기도 했다. 자세한 것은 만도 항목 참조.[1]
- 2024년 자사주를 무상으로 재단에 출연하기로 하여 회삿돈으로 사들인 자사주를 공짜로 재단에 증여해 편법으로 정 회장의 지배력 강화 수단으로 쓰려한다는 비판이 있다.[2]